# اچ‌ام‌سی‌اس یپیگون (دی‌دی‌اچ ۲۶۶)
اچ‌ام‌سی‌اس نیپیگون (دی‌دی‌اچ ۲۶۶) (به انگلیسی: HMCS Nipigon (DDH 266)) یک کشتی بود که طول آن ۳۶۶ فوت (۱۱۱٫۶ متر) بود. این کشتی در سال ۱۹۶۱ توسط شرکت صنایع مارین ساخته شد.